# 侯殿元宅院
侯殿元宅院，位于中国山西省晋中市平遥县平遥古城沙巷街23号，平遥招待所后院。
这座大宅最初由冀氏建于清道光二十五年（1845年），规制宏伟，包括中院、东、西偏院和后院，中院主体建筑甚至达到七间七檩，在当时属于逾制，因此仅四五年后即拆除。嗣后此院卖予票号业侯王宾第三子侯殿元。
1900年以后，这座大宅售与吏部司官宋梦槐（1853－1938）。宋梦槐与云南人聂时寯曾同为荣禄幕僚，任职吏部，庚子国变时任职于武卫军，随同两宫西狩，聂途中病故，宋梦槐安排其孤儿寡妻落户平遥城内西水道街。宣统元年，宋梦槐在山东泰安、东昌知府任上被罢官归里。聂时寯第九子聂铭周年长，后讨要其父寄存宋处财物，对薄公堂，官司一直打到民国高院，1935年将这座大宅判归聂铭周。
现存建筑仅为西偏院内宅及后院，计正窑7间、东西廊窑各5间，用料考究，雕刻精美。文化大革命中装饰遗失甚多。1982年平遥招待所占用后多有改建。
1994年12月28日，侯殿元宅院公布为平遥县文物保护单位。。